# Brezdomstvo
Brezdomstvo je stanje osebe, ki nima stalnega bivališča, kot je hiša ali stanovanje. Ljudje, ki so brez strehe nad glavo, si najbolj pogosto ne morejo pridobiti in vzdrževati rednega, varnega in primernega stanovanja. Pravna opredelitev brezdomcev se razlikuje od države do države in celo med različnimi pravnimi sistemi v isti državi ali regiji. Izraz brezdomec lahko vključuje tudi ljudi, ki preživijo noč v zavetišču za brezdomce, dolgotrajno bivajo v motelu, vozilu, divjih naseljih, kartonskih škatlah, šotoru, ponjavah, barakarskem naselju narejenim iz zavrženih gradbenih materialov in ostalih ad hoc stanovanjskih situacijah. Po navedbah britanskega brezdomnega dobrodelnega sklada Crisis, dom ni samo fizični prostor. Zagotavlja tudi korenine, identiteto, varnost, občutek pripadnosti in kraj čustvene blaginje. Ameriške vladne študije za brezdomce štejejo tudi ljudi, ki spijo na javnih ali zasebnih prostorih, ki niso namenjeni za uporabo kot redna namestitev za spanje ljudi. Obstajajo številne organizacije, ki nudijo pomoč za brezdomce.
Leta 2005 je bilo na svetu približno 100 milijonov ljudi (1 od 65) brezdomnih (ocenjena vrednost). Skoraj 1 milijardo ljudi živi v divjih naseljih, začasnih prebivališčih ali pa so begunci, vsi brez zadostnega zatočišča. V zahodnih državah je večina brezdomcev moškega spola (75–80%), večino tega števila pa predstavljajo samski moški.
Veliko držav omogoča več različnih oblik pomoči brezdomnim ljudem. Te oblike pomoči največkrat predstavljajo zagotovitev hrane, prenočišča (postelje) in oblačil. Organizirajo in vodijo jih lokalne skupnosti (največkrat s pomočjo prostovoljcev) ali pa na nivoju države v obliki državnega zavoda ali agencije. Programi pomoči so lahko podprti s strani vlade, dobrodelnih ustanov, cerkev ali posameznih darovalcev. Veliko mest ima tudi t.i. ulične časopise, v katerih objavljajo oglase za delo, ki so namenjeni za zagotovitev sezonskega dela ali začasne zaposlitve brezdomcev. Nekateri brezdomci imajo kakšno vrsto zaposlitve, ostali pa morajo najti neko drugo metodo za preživetje. Beračenje ali prosjačenje je najpogosteje, toda ta oblika pridobivanja denarja postaja vedno bolj nelegalna v večini mest. Brezdomci imajo lahko tudi dodatne probleme, kot npr. fizične ali psihične težave ali odvisnost od prepovedanih substanc, kar precej otežuje reševanje problema brezdomcev.